# Alchemia (album Pink Freud)
Alchemia – zapis koncertów zespołu Pink Freud z 23, 24 i 25 października 2006 roku, które odbyły się w krakowskim klubie Alchemia. Występy były częścią festiwalu Krakowska Jesień Jazzowa.

## Utwory
1. „Police Jazz” – 12:30
2. „Punk Freud” – 11:29
3. „Mademoiselle Madera” – 10:51
4. „Muzyka pięciu przemian” – 10:45
5. „Boogie Woogie Waltz” – 13:50
6. „Rozmowy z Kapokiem-Noc” – 9:57

## Skład
- Wojtek Mazolewski – gitara basowa, instrumenty perkusyjne
- Tomasz Ziętek – trąbka
- Tomasz Duda – saksofon, klarnet basowy
- Marcin Masecki – Hammond B3, elektryczne pianino Wurlitzer
- Kuba Staruszkiewicz – perkusja